# 419 av. J.-C.
Cette page concerne l'année 419 av. J.-C. du calendrier julien proleptique.

## Événements
- Printemps : Alcibiade et Nicias sont élus stratège à Athènes.
- Été : 
  - Alcibiade conduit les opérations athéniennes dans le Péloponnèse[1].
  - Thèbes met la main sur Héraclée Trachinienne[1].
  - échec du congrès de Mantinée pour rétablir la paix entre Épidaure et Argos[1].
- 25 septembre[2] : à Rome, entrée en fonction de tribuns militaires à pouvoir consulaire : Lucius Quinctius Cincinnatus III, Lucius Furius Medullinus III, Aulus Sempronius Atratinus II[3].
  - Projet d’occupation du Capitole par des esclaves révoltés qui voulaient incendier Rome en divers points. Le complot est déjoué sur la dénonciation  de deux conjurés[4].
- Hiver : Argos attaque Épidaure. Athènes envoie Alcibiade, avec 1000 hoplites. Sparte fait parvenir 300 hommes à Épidaure mais hésite à entrer en conflit ouvert avec Argos. Les Athéniens réintroduisent, à la demande d’Argos, des hilotes et des Messéniens à Pylos[1].
- Léon est nommé éphore de Sparte (fin en 418 av. J.-C.)[5].